# Прессель, Вильгельм фон
Вильгельм фон Прессель (28 октября 1821, Штутгарт — 16 мая 1902, Пера) — германский железнодорожный инженер и научный писатель, значительную часть жизни работавший в Австрийской и Османской империи; на службе последней стал автором проектов строительства сети железных дорог в Анатолии и Багдадской железной дороги, ранее руководил строительством железных дорог в различных регионах Европы. Иногда именуется фактическим «отцом» Багдадской железной дороги.
Родился в семье пекаря. Окончил профессиональное училище в родном Штутгарте, где изучал ремесло каменщика. После двух лет скитаний по Англии и Франции возвратился в Штутгарт и, несмотря на отсутствие высшего образования, некоторое время заменял заболевшего профессора начертательной геометрии в Штутгартском политехническом университете.
Под влиянием знакомства с Карлом фон Этцелем, директором строительной фирмы из Вюртемберга, заинтересовался железнодорожным делом, к которому проявил большие способности: в 1844—1850 годах работал на строительстве линии в городе Гайслинген-ан-дер-Штайге, получив там первый практический опыт. С 1853 по 1858 год работал на Швейцарской центральной железной дороге, в том числе руководил строительством линии Хауэнштайн около Базеля, где приобрёл известность проведением по английской системе ряда туннелей. В 1862 году вместе с Этцелем перешёл на работу на Австрийскую южную железную дорогу, а в 1865 году стал директором собственной строительной компании. Был награждён австрийским правительством за строительство Бреннерской железнодорожной линии между Инсбруком и Больцано, построив при этом ряд поворотных туннелей и плотин, бывших, согласно оценке ЭСБЕ, «верхом технического искусства». С 1869 года занял должность главного инженера на инициированном бароном Морисом де Гиршем строительстве Восточной железной дороги. До 1872 года Прессель возглавлял работы на территории европейской части Османской империи; железная дорога прошла от Добрлжина (на границе Австрии и Венгрии; ныне Нови-Град) до Константинополя.
В 1872 году Прессель получил от османского султана пост имперского главного директора железных дорог. В последующие годы под его руководством было спроектировано 6800 км железных дорог в Анатолии. 91-километровый участок Анатолийской железной дороги от Константинополя до Измита, ставший государственной железной дорогой Османской империи, был построен непосредственно под его руководством. Реализация планов Пресселя сталкивалась с сопротивлением со стороны представителей османских политических и финансовых кругов, с многими из которых Прессель был в конфликте; строительство спроектированной им Багдадской железной дороги началось лишь спустя год после его смерти. При этом в период с 1883 по 1887 год Прессель скопил достаточно средств, чтобы начать строительство этой дороги, однако султан отверг его проект по причине якобы непонятного происхождения источников средств; вскоре, однако, султаном был принят альтернативный проект от Георга фон Сименса, главы Deutsche Bank, после чего Прессель, ненавидевший последнего, почувствовал себя преданным и отошёл от дел. Несмотря на это, в Турции он остался до конца своих дней, причём на родине, в Германии, его негласно считали предателем и даже не опубликовали некролог после кончины.
Свой проект строительства Багдадской железной дороги Прессель изложил в вышедшей незадолго до кончины книге «Les chemins de fer en Turquie d’Asie» (Цюрих, 1902). Другие известные работы его авторства: «Ventilation und Abkühlung langer Alpentunnels» (1881); «Das Anatolische Eisenbahnnetz» («Zeitschrift für Eisenb. der österr.-ungar. Monarchie», 1888); «Réseau ferré de la Turquie d’Asie» (Вена, 1900).
16 мая 1904 года в одном из залов Южного вокзала в Вене в честь Пресселя была установлена мемориальная доска.